# Alanís
Alanís o Alanís de la Sierra és un municipi de la província de Sevilla (Andalusia). És situat als marges del riu Benalijar, i limita amb els municipis de Guadalcanal i San Nicolás del Puerto, i amb la província de Badajoz.

## Demografia
| 1996  | 1998  | 1999  | 2000  | 2001  | 2002  | 2003  | 2004  | 2005  | 2006  | 2007  |
| ----- | ----- | ----- | ----- | ----- | ----- | ----- | ----- | ----- | ----- | ----- |
| 2.108 | 2.047 | 2.038 | 2.014 | 2.030 | 2.009 | 1.984 | 1.974 | 1.937 | 1.890 | 1.887 |